# 許華良
許華良是台灣的漫畫家。

## 人物
1960年代的漫畫界，「許華良」可是個一個響叮噹的名字。他的畫風脫胎自關谷久，但1964年之後畫風漸入佳境，為「文昌」畫了一套共六集的「太陽劍」，極具個人風格，畫面乾淨俐落、筆觸清爽明快，是武俠漫畫中的一個特例。

## 簡歷
- 1958年 - 17歲時以「怪力銀星」受到注目。
- 1960年代初期在《模範少年》發表「小珍」的四格漫畫。
- 1963年在《天龍少年》月刊發表「癩蝦蟆」。
- 1964年青春漫畫「星淚濺荷花」、「冤家冤頭」以及精緻的開本、紙張、彩色刊頭印刷引起注意。
- 同年發表武俠小說「太陽劍」。
- 1970年代擔任廣告界美術設計工作，一張報紙廣告「老張臉紅了」的插圖，讓很多人看了都不禁莞爾一笑，不過當初並沒人知道這張獲獎的廣告是出自許華良的手筆。

## 作品一覽
- 怪力銀星
- 小珍(四格漫畫)
- 岳飛
- 星淚濺荷花
- 冤家冤頭
- 太陽劍
- 癩蝦蟆